# Piacenza Football Club 1961-1962
Questa pagina raccoglie le informazioni riguardanti il Piacenza Football Club nelle competizioni ufficiali della stagione 1961-1962.

## Stagione
Nella stagione 1961-1962 il Piacenza ha disputato il girone B della Serie D, un torneo che prevede una promozione e tre retrocessioni, con 41 punti in classifica la squadra biancorossa si è piazzata in terza posizione, il torneo è stato vinto dalla Rizzoli di Milano con 45 punti che è salita in Serie C. Scendono tra i dilettanti Audace San Michele, Leffe e Falck Vobarno.
Il Piacenza in Serie D viene affidato al modenese Ivano Corghi ex portiere, partono Giovanni Trapletti che ritorna all'Atalanta, Giuseppe Barucco al Modena e Giovanni Bosoni alla Pro Vercelli, in cambio dalla squadra vercellese arriva l'ala Alessandro Bozzetti, mentre ritorna a Piacenza dalla Castellana l'anziano Rinaldo Marchesi. In campionato si lotta in tre per la promozione con il Piacenza duellano la Solbiatese e la Rizzoli, fino al 22 aprile quando una sciagurata partita interna con il Moglia, persa sul campo e a tavolino per invasione campo, stronca le velleità di promozione biancorosse. Al termine della contesa salgono in Serie C i milanesi della Rizzoli. Il miglior marcatore stagionale dei piacentini risulta Alberto Galandini con 14 reti realizzate in 26 partite, buono anche il bottino di Alessandro Bozzetti autore di 11 reti.

## Rosa
| N. |                   | Ruolo | Calciatore          |
| -- | ----------------- | ----- | ------------------- |
|    | Italia (bandiera) | P     | Decimo Benedetti    |
|    | Italia (bandiera) | A     | Bruno Bernardi      |
|    | Italia (bandiera) | A     | Alessandro Bozzetti |
|    | Italia (bandiera) | C     | Piero Casali        |
|    | Italia (bandiera) | D     | Ernesto Cesena      |
|    | Italia (bandiera) | A     | Pierluigi Cignani   |
|    | Italia (bandiera) | D     | Luigi Cipelletti    |
|    | Italia (bandiera) | D     | Giancarlo Civardi   |
|    | Italia (bandiera) | P     | Antonio Cucchetti   |
|    | Italia (bandiera) | D     | Ottavio Favari      |
|    | Italia (bandiera) | A     | Vincenzo Franchi    |
|    | Italia (bandiera) | D     | Mario Gabbiani      |

| N. |                   | Ruolo | Calciatore           |
| -- | ----------------- | ----- | -------------------- |
|    | Italia (bandiera) | C     | Andreino Gaboardi    |
|    | Italia (bandiera) | C     | Alberto Galandini    |
|    | Italia (bandiera) | C     | Giovanni Galetti     |
|    | Italia (bandiera) | D     | Federico Gasparini   |
|    | Italia (bandiera) | A     | Giovanni Lavezzi     |
|    | Italia (bandiera) | C     | Pierangelo Maccarini |
|    | Italia (bandiera) | C     | Rinaldo Marchesi     |
|    | Italia (bandiera) | A     | Stefano Piana        |
|    | Italia (bandiera) | A     | Bruno Pontoglio      |
|    | Italia (bandiera) | P     | Giuseppe Spalazzi    |
|    | Italia (bandiera) | D     | Vittorio Taddia      |
|    | Italia (bandiera) | C     | Lucio Zioni          |

## Risultati

### Girone di andata
| Arbitro: | Giorgetti (Gallarate) |

|                                 |           |                             |
| Pontoglio 7’ Civardi 51’ (rig.) | Marcatori | 35’ Dossi 78’ (rig.) Faccio |

| Arbitro: | Merlin (Rovigo) |

|                    |           |             |
| Civardi 73’ (aut.) | Marcatori | 18’ Franchi |

| Arbitro: | Rostagno (Torino) |

|                                |           |  |
| Bozzetti 22’, 71’ Gaboardi 63’ | Marcatori |  |

| Arbitro: | Vergano (Asti) |

|                                      |           |              |
| Civardi 27’ (aut.) Frigerio 59’, 66’ | Marcatori | 9’ Pontoglio |

| Arbitro: | Bassan (Rovigo) |

|                                |           |  |
| Gaboardi 23’, 83’ Bozzetti 43’ | Marcatori |  |

| Arbitro: | Valagussa (Lecco) |

|  |           |                           |
|  | Marcatori | 42’ Gaboardi 45’ Bozzetti |

| Arbitro: | Cimma (Biella) |

|                                               |           |  |
| Bozzetti 21’, 30’ Maccarini 50’ Pontoglio 70’ | Marcatori |  |

| Sondrio 12 novembre 1961 8ª giornata | Sondrio         | 0 – 0 | Piacenza | Stadio Castellina\| Arbitro: \| Torra (Voghera) \| |
| Arbitro:                             | Torra (Voghera) |       |          |                                                    |

| Arbitro: | Giacomelli (Livorno) |

|                                  |           |                              |
| Bozzetti 18’ Marchesi 27’ (rig.) | Marcatori | 10’ Tironi 82’ (rig.) Caiumi |

| Arbitro: | Momoli (Padova) |

|  |           |               |
|  | Marcatori | 86’ Galandini |

| Arbitro: | Giola (Pisa) |

|                                                                           |           |  |
| Bozzetti 16’, 87’ (rig.) Galandini 19’, 39’, 70’ Marchesi 25’ Galetti 83’ | Marcatori |  |

| Arbitro: | Toniolo (Mestre) |

|                                         |           |              |
| Rossi 42’ Grimaldi 62’ (rig.) Arisi 80’ | Marcatori | 43’ Marchesi |

| Vigevano 17 dicembre 1961 13ª giornata | Vigevano               | 0 – 0 | Piacenza | Stadio Dante Merlo\| Arbitro: \| Prandstraller (Mestre) \| |
| Arbitro:                               | Prandstraller (Mestre) |       |          |                                                            |

| Arbitro: | Castoldi (Genova) |

|                     |           |  |
| Marchesi 44’ (rig.) | Marcatori |  |

| Arbitro: | Cicconetti (Pordenone) |

|  |           |             |
|  | Marcatori | 80’ Galetti |

| Arbitro: | Magrini (Venezia) |

|                                                    |           |           |
| Galandini 2’, 67’ Marchesi 50’ (rig.) Gaboardi 58’ | Marcatori | 25’ Dolci |

| Arbitro: | Marchiori (Padova) |

|                                |           |               |
| Bertani 23’, 57’ Caldiroli 88’ | Marcatori | 25’ Galandini |

### Girone di ritorno
| Arbitro: | Accomazzo (Vercelli) |

|                      |           |             |
| Faccio 57’ Galli 60’ | Marcatori | 73’ Cignani |

| Arbitro: | Sammicheli (Firenze) |

|                           |           |             |
| Galandini 30’ Cignani 58’ | Marcatori | 32’ Tartari |

| Arbitro: | Lo Giudice (Torino) |

|                       |           |               |
| Girelli 31’ Valle 73’ | Marcatori | 60’ Galandini |

| Arbitro: | Bin (Treviso) |

|                          |           |  |
| Galandini 53’ Taddia 90’ | Marcatori |  |

| Arbitro: | Novelli (Firenze) |

|           |           |  |
| Baron 56’ | Marcatori |  |

| Arbitro: | Cicconetti (Pordenone) |

|                   |           |           |
| Gaboardi 31’, 81’ | Marcatori | 15’ Ruzza |

| Arbitro: | Rostagno (Torino) |

|  |           |                                         |
|  | Marcatori | 24’ Bozzetti 40’ Gaboardi 41’ Galandini |

| Piacenza 25 marzo 1962 25ª giornata | Piacenza        | 0 – 0 | Sondrio | Barriera Genova\| Arbitro: \| Momoli (Padova) \| |
| Arbitro:                            | Momoli (Padova) |       |         |                                                  |

| Arbitro: | Bosello (Padova) |

|                          |           |  |
| Tironi 3’ Di Stefano 13’ | Marcatori |  |

| Arbitro: | Gonella (Torino) |

|                             |           |  |
| Maccarini 32’ Pontoglio 77’ | Marcatori |  |

| Arbitro: | Facchini (Firenze) |

|            |           |  |
| Manera 67’ | Marcatori |  |

| Arbitro: | Giola (Pisa) |

|  |           |                   |
|  | Marcatori | 7’ Geti 71’ Milan |

| Arbitro: | Picasso (Chiavari) |

|                          |           |                     |
| Galandini 9’ Galetti 56’ | Marcatori | 88’ (rig.) Maggioni |

| Arbitro: | Toselli (Cormons) |

|  |           |               |
|  | Marcatori | 39’ Galandini |

| Arbitro: | Cimma (Biella) |

|              |           |            |
| Bozzetti 16’ | Marcatori | 60’ Alloni |

| Arbitro: | Pfiffner (Milano) |

|              |           |  |
| Castorri 82’ | Marcatori |  |

| Arbitro: | Bosso (Asti) |

|                                                     |           |  |
| Cignani 29’, 87’ Galandini 32’ Caldiroli 87’ (aut.) | Marcatori |  |